# Гродненський повіт (Російська імперія)
Гродненський повіт (рос. Гродненский уезд, біл. Гродзенскі павет) — адміністративно-територіальна одиниця Гродненської губернії Російської імперії з центром у місті Гродно. Повіт був створений 1795 року у складі Слонімського намісництва у ході Третього поділу Річі Посполитої, 1797 року віднесено до Литовської губернії, а з 28 серпня 1802 року — до Гродненської губернії (містився у її північній частині). У 1921 році під владою Другої Річи Посполитої гродненськой повіт було перенесено до Білостоцького воєводства з майже повною зміною внутрішнього адміністративно-територіального устрою.
Центр — місто Гродно. Мав у підпорядкуванні 21 волость. Займав близько 4,3 тисяч км².

## Волості
На 1913 рік до повіту входило 21 волость:
- Берштовська волость
- Богородицька волость
- Великоберестовицька волость
- Верцеліська волость
- Волянська волость
- Гозька волость
- Голинська волость
- Горницька волость
- Гудзевська волость
- Дубнівська волость
- Жидомлянська волость
- Індурська волость
- Коменська волость
- Кринська волость
- Лашанська волость
- Лунненська волость
- Малоберестовицька волость
- Мостовська волость
- Озерська волость
- Скидельська волость
- Соболянська волость

за даними перепису населення 1897 року в повіті жило 204,9 тис. осіб. Білоруси — 65,7 %; Євреї — 19,9 %; Росіяни — 6,2 %; поляки — 5,7 %; литовці — 1,4 %. У повітовому центрі Гродно проживало 46 919 осіб.